# Brandon Boyce
Pour les articles homonymes, voir Boyce.
Brandon Boyce est un scénariste et acteur américain, né le 23 novembre 1970.

## Filmographie

### Cinéma
Scénariste
- 1998 : Un élève doué
- 2004 : Rencontre à Wicker Park
- 2005 : Venom

Acteur
- 1993 : Ennemi public de Bryan Singer
- 2008 : Harvey Milk de Gus Van Sant

## Distinctions
Nominations
- Saturn Award :
  - Saturn Award du meilleur scénario 1999 (Un élève doué)